# Nunungan
Nunungan é um município de  terceira classe de renda municipal (d) na província Lanao do Norte, nas Filipinas. De acordo com o censo de 1 de maio  de  2020 possui uma população de 18 827 pessoas e 4 070 domicílios.